# الگا ویتوریا جنتیلی
اُلگا ویتوریا جنتیلی (ایتالیایی: Olga Vittoria Gentilli؛ ‏ ۱۹ ژوئیهٔ ۱۸۸۸ – ۲۹ مهٔ ۱۹۵۷) بازیگر اهل ایتالیا در دوران فاشیسم بود.
از فیلم‌هایی که وی در آن نقش داشته است، می‌توان به فابیولا، نغمه‌های جاویدان و قلب و روح اشاره کرد.